# Olympische Sommerspiele 1956/Kanu – Einer-Canadier 10.000 m (Männer)
Bei den Olympischen Spielen 1956 wurde am 30. November auf dem Lake Wendouree in der australischen Stadt Ballarat der Einer-Canadier-Wettbewerb über 10.000 m für Männer ausgetragen.
Der Rumäne Leon Rotman gewann das Rennen vor dem Ungarn János Parti sowie dem Sowjetrussen Gennadi Bucharin.

## Finale
| Rang | Name              | Nation             | Zeit        |
| ---- | ----------------- | ------------------ | ----------- |
| 1    | Leon Rotman       | Rumänien           | 56:41,0 min |
| 2    | János Parti       | Ungarn             | 57:11,0 min |
| 3    | Gennadi Bucharin  | Sowjetunion        | 57:14,5 min |
| 4    | Jiří Vokněr       | Tschechoslowakei   | 57:44,5 min |
| 5    | Franz Johannsen   | Deutschland        | 58:50,1 min |
| 6    | Verner Wettersten | Schweden           | 59:24,7 min |
| 7    | Donald Stringer   | Kanada             | 59:57,5 min |
| 8    | Frank Havens      | Vereinigte Staaten | 1:01:23,6 h |
| 9    | Bryan Harper      | Australien         | 1:02:12,1 h |